# Швеммер, Карлхайнц
Карлхайнц Швеммер (нем. Karlheinz Schwemmer; род. 14 июня 1943, Афины) — западногерманский прыгун в воду. Участник летних Олимпийских игр 1968 и 1972 годов.

## Биография
Карлхайнц Швеммер родился 14 июня 1943 года в греческом городе Афины.
До 1968 года выступал в соревнованиях по прыжкам в воду за «Вюрцбург-05», после чего перешёл в ТуС-04 из Леверкузена. Трижды становился чемпионом ФРГ с вышки в 1965 и 1969—1970 годах.
В 1968 году вошёл в состав сборной ФРГ на летних Олимпийских играх в Мехико. В прыжках с 10-метровой вышки занял 14-е место, набрав 89,00 балла и уступив 75,18 балла завоевавшему золото Клаусу Дибьязи из Италии.
В 1972 году вошёл в состав сборной ФРГ на летних Олимпийских играх в Мюнхене. В прыжках с 10-метровой вышки занял в квалификации 16-е место, набрав 281,55 балла и уступив 6,39 балла худшему из попавших в финал Рику Эрли из США.